# ليسينزا
ليسينزا هي بلدية (محافظة) في منطقة روما المركزية تقع في إقليم لاتيوم، على بعد حوالي 40 كيلومتر (25 ميل) شمال شرق روما .
تقع مدينة ليسينزا على حدود البلديات الآتية: مانديلا و مونتيفلافيو و برسيل و روكاغيوفين و سان بولو دي كافالييريو سكاندريليا .

## المعالم السياحية الرئيسية
- ربيع باندوسيا
- قلعة أورسيني
- فيلا هوراس

## روابط خارجية
- الموقع الرسمي